# Empis azerbaijanica
Empis azerbaijanica är en tvåvingeart som beskrevs av Igor Shamshev 2006. Empis azerbaijanica ingår i släktet Empis och familjen dansflugor.
Artens utbredningsområde är Azerbajdzjan. Inga underarter finns listade i Catalogue of Life.